# Bloodline (serie de televisión)
Bloodline es una serie de televisión de suspenso–drama original de Netflix creada por Todd A. Kessler, Glenn Kessler, y Daniel Zelman, y producida por Sony Pictures Television. La primera temporada de la serie, la cual consta de 13 episodios, fue estrenada en Netflix el 20 de marzo de 2015.
La primera temporada de la serie recibió críticas positivas de muchos críticos, algunos nombrando Bloodline como la mejor serie original de Netflix hasta la fecha y alabando sus actuaciones (particularmente las de Kyle Chandler y Ben Mendelsohn), escritura, cinematografía, y dirección. El 31 de marzo de 2015, Bloodline fue oficialmente renovada para una segunda temporada programada para estrenarse en 2016. En septiembre de 2016 Netflix anuncia a Sony que tras la tercera temporada de 10 episodios que se estrena en mayo de 2017 le pondrá fin y no renovará en la plataforma.

## Argumento
La serie sigue la vida de la familia Rayburn, la cual posee y administra un hotel en Florida Keys. Cuando el hijo mayor y oveja negra de la familia, Danny, vuelve a casa para el cuadragésimo quinto aniversario de sus padres, rápidamente causa problemas en la familia que intenta esconder e ignorar un pasado oscuro, el cual involucra violencia y muerte. Cuando Danny se ve involucrado en el mundo criminal, el patrimonio y el legado de los Rayburn se ve en peligro, obligando a la familia a tomar cartas en el asunto.

## Elenco

### Principal
- Kyle Chandler[3] como John Rayburn, el segundo hijo; un detective.[5]
- Ben Mendelsohn[3] como Danny Rayburn, el hijo mayor y oveja negra de la familia.
- Linda Cardellini[3] como Meg Rayburn, la única hija y también la menor; abogado y encargada de mantener la paz de la familia.[6]
- Norbert Leo Butz[3] como Kevin Rayburn, el impulsivo hijo menor; restaurador de botes.
- Jacinda Barrett[3] como Diana Rayburn, la esposa de John; quien tiene un negocio de plantas.
- Jamie McShane[3] como Eric O'Bannon, amigo de Dany.
- Enrique Murciano[7] como Marco Diaz, prometido de Meg; detective, compañero de John.
- Sam Shepard[3] como Robert Rayburn, el patriarca.
- Sissy Spacek[3] como Sally Rayburn, la matriarca.

### Secundario
- Chloë Sevigny[8] como Chelsea O'Bannon, la hermana menor de Eric; enfermera.
- Katie Finneran[7] como Belle Rayburn, la esposa de Kevin.
- Steven Pasquale[8] como Alec Wolos, cliente de Meg y su amante.
- Mia Kirshner[7][9][10] como Sarah Rayburn, la hermana mayor.
- Brandon Larracuente como Ben Rayburn, hijo de John y Diana.
- Taylor Rouviere como Jane Rayburn, hija de John y Diana.
- Glenn Morshower como Wayne Lowry, un distribuidor local de drogas.
- Gino Vento como Rafi Quintana, empleado de Lowry.
- Eliezer Castro como Carlos Mejia, exempleado de los Rayburns quien recibe ayuda profesional de Meg.
- Bill Kelly como Clay Grunwald, un agente de la DEA.
- Jeremy Palko como Nicholas Widmark, vecino de Kevin Rayburn.
- Frank Hoyt Taylor como Lenny Potts, un viejo amigo de Robert y detective en retiro.

## Episodios
| N.º | Título    | Dirigido por       | Escrito por                                                      | Fecha de lanzamiento original |
| --- | --------- | ------------------ | ---------------------------------------------------------------- | ----------------------------- |
| 1   | «Part 1»  | Johan Renck        | Todd A. Kessler, Glenn Kessler y Daniel Zelman                   | 20 de marzo de 2015           |
| 2   | «Part 2»  | Johan Renck        | Jeff Shakoor, Todd A. Kessler, Glenn Kessler y Daniel Zelman     | 20 de marzo de 2015           |
| 3   | «Part 3»  | Adam Bernstein     | Jonathan Glatzer, Todd A. Kessler, Glenn Kessler y Daniel Zelman | 20 de marzo de 2015           |
| 4   | «Part 4»  | Todd A. Kessler    | Todd A. Kessler, Todd A. Kessler, Glenn Kessler y Daniel Zelman  | 20 de marzo de 2015           |
| 5   | «Part 5»  | Jean de Segonzac   | Jonathan Glatzer                                                 | 20 de marzo de 2015           |
| 6   | «Part 6»  | Alex Graves        | Jeff Shakoor                                                     | 20 de marzo de 2015           |
| 7   | «Part 7»  | Tate Donovan       | Addison McQuigg                                                  | 20 de marzo de 2015           |
| 8   | «Part 8»  | Addison McQuigg    | Arthur Phillips                                                  | 20 de marzo de 2015           |
| 9   | «Part 9»  | Simon Cellan Jones | Jonathan Glatzer                                                 | 20 de marzo de 2015           |
| 10  | «Part 10» | Michael Morris     | Carter Harris                                                    | 20 de marzo de 2015           |
| 11  | «Part 11» | Ed Bianchi         | Arthur Phillips                                                  | 20 de marzo de 2015           |
| 12  | «Part 12» | Carl Franklin      | Todd A. Kessler, Glenn Kessler y Daniel Zelman                   | 20 de marzo de 2015           |
| 13  | «Part 13» | Ed Bianchi         | Todd A. Kessler, Glenn Kessler y Daniel Zelman                   | 20 de marzo de 2015           |

## Producción
La serie fue anunciada en octubre de 2014 como parte de una alianza entre Netflix y Sony Pictures Television, el primer contrato con una compañía cinematográfica que Netflix selló para una serie de televisión. Bloodline cuenta con Kyle Chandler, Ben Mendelsohn, Linda Cardellini, Sam Shepard, y Sissy Spacek, entre otros. La serie fue creada y producida por Todd A. Kessler, Glenn Kessler, y Daniel Zelman, quienes anteriormente habían creado la serie de FX, Damages. La primera temporada consiste de 13 episodios que fueron estrenados simultáneamente el 20 de marzo de 2015. Un tráiler teaser se estrenó el 23 de octubre de 2014. El primer avance de larga duración fue estrenado el 9 de febrero de 2015.

## Recepción
Bloodline ha sido recibida positivamente por la crítica. The Playlist nombró la serie como la sucesora natural de Breaking Bad, por su compleja y trágica narrativa anti-heroica. La primera temporada ha sido nombrada entre las mejores series de televisión de la primera mitad de 2015 por Indiewire, Digital Spy y Rolling Stone.